# Johan Carel Lycklama

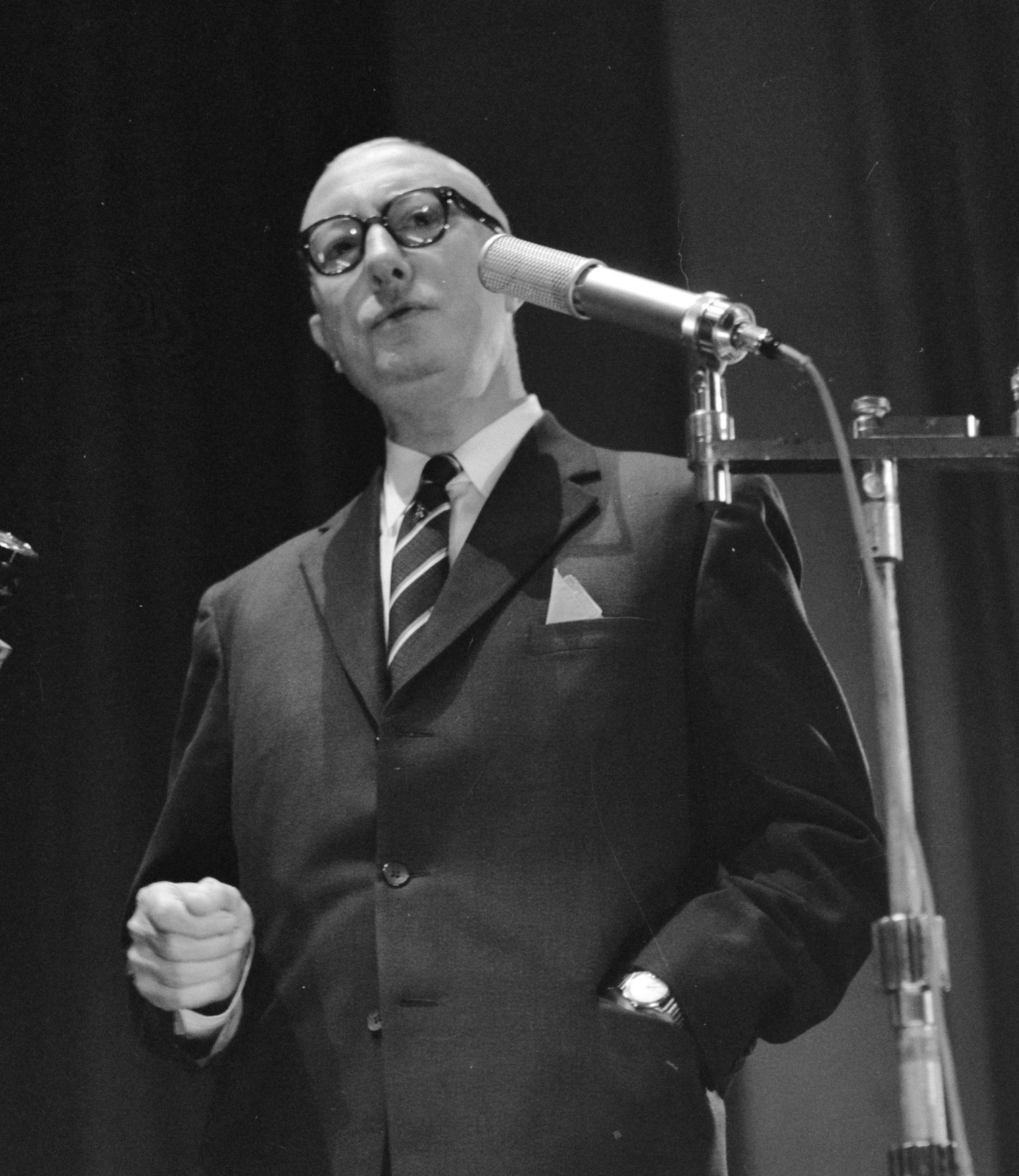
Burgemeester J.C. Lycklama (1961)

Johan Carel Lycklama/Lijcklama (Haarlem, 3 augustus 1903 – 22 september 1980) was een Nederlands politicus van de PvdA.
Hij werd geboren als zoon van Johannes Albertus Lijcklama (1872-1922) en Catharina Frederika Theodora Jacoba Schreiner (1872-1943). Hij is aan de Rijksuniversiteit Leiden afgestudeerd in het Indisch recht en ging in 1927 in Nederlands-Indië werken als administratief ambtenaar. Hij bracht het daar tot resident van Djokjakarta en Magelang. Indonesië werd eind 1949 onafhankelijk en rond die periode keerde hij terug naar Nederland. In december 1950 werd Lycklama benoemd tot burgemeester van Wormerveer. Vanwege het Indonesië-beleid van de PvdA verliet hij die partij in 1958 en werd hij een partijloos burgemeester. In 1968 ging hij met pensioen en in 1980 overleed hij op 77-jarige leeftijd.